# Renault (cognac)
Pour les articles homonymes, voir Renault (homonymie).

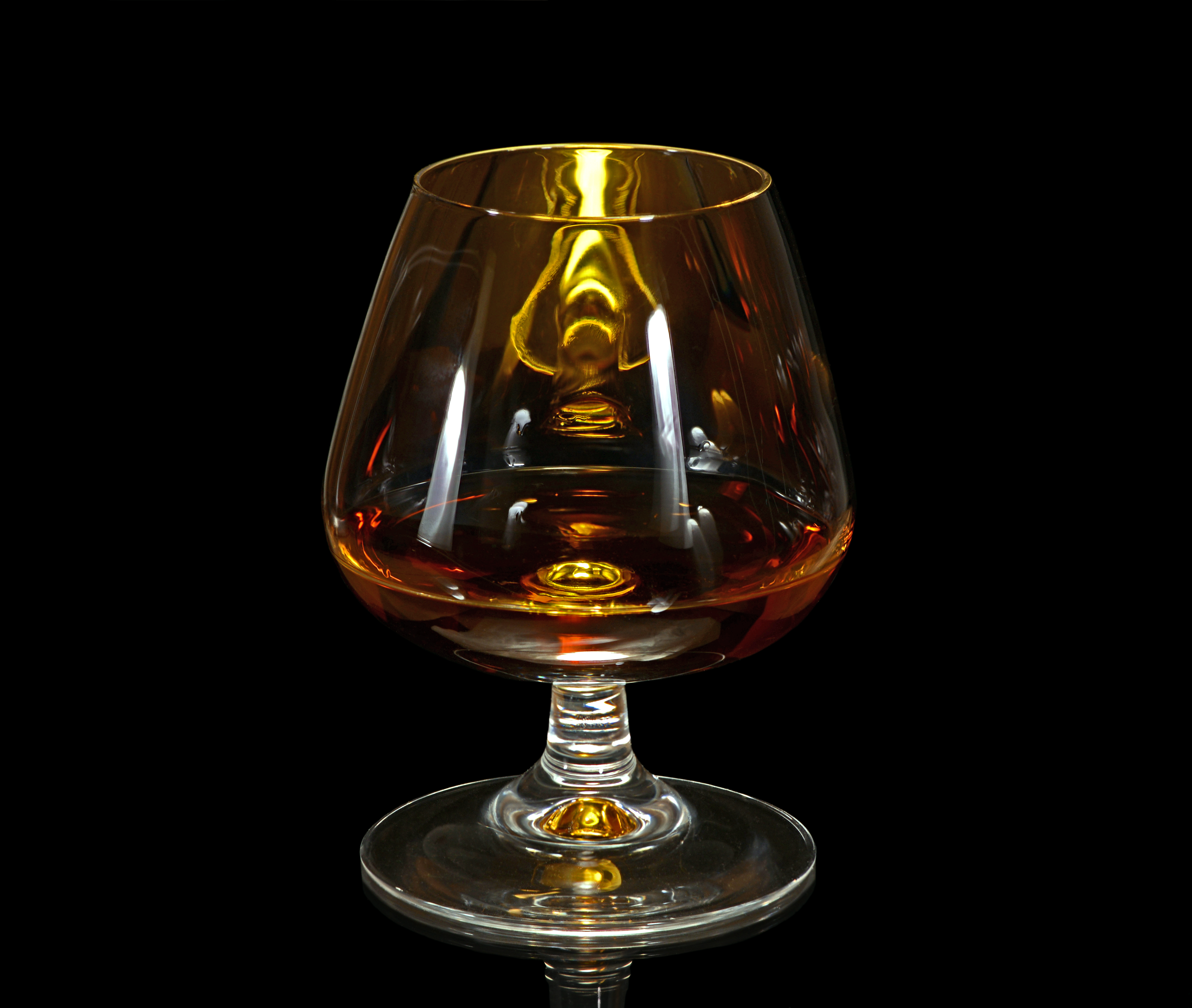
Cognac

Renault est une maison de cognac fondée en 1835 par Jean-Antonin Renault à Cognac (Charente).

## Historique
En 1835, Antonin Renault fonde la maison de cognac Renault.
L'entreprise a fusionné avec Castillon et Bisquit Dubouché, et se situe à Rouillac (Charente), un petit village près du château de Lignères. En 2010, Altia, une entreprise originaire de Finlande, a acquis la marque « Renault ».
Un produit connu en distribution internationale est « Renault Carte Noir ».